# Permutacja
Permutacja (łac. permutatio „zmiana, wymiana”) – wzajemnie jednoznaczne przekształcenie pewnego zbioru na siebie. Najczęściej termin ten oznacza funkcję na zbiorach skończonych.
Permutacje zbiorów skończonych mogą być utożsamiane z ustawianiem elementów zbioru w pewnej kolejności. W poniższym artykule zbiór wszystkich permutacji zbioru {\displaystyle X} będzie oznaczany {\displaystyle S(X),} jeżeli {\displaystyle X=\{1,2,3,\dots ,n\},} to zapisywany on będzie symbolem {\displaystyle S_{n}} (zob. pozostałe oznaczenia w artykule o grupach permutacji).

## Zapis
Dla permutacji zbiorów skończonych stosuje się specjalne oznaczenia. Niech {\displaystyle \pi \in S_{n},} wówczas zapisuje się ją jako
{\displaystyle \pi ={\begin{pmatrix}1&2&\dots &n\\a_{1}&a_{2}&\dots &a_{n}\end{pmatrix}},}
gdzie {\displaystyle a_{i}=\pi (i)} dla {\displaystyle i=1,\dots ,n.}

### Zapis macierzowy
Permutację {\displaystyle \pi \in S_{n}} można też zapisać jako macierz {\displaystyle A,} dla której
{\displaystyle A_{i,j}^{\pi }={\begin{cases}1,&{\text{dla }}\pi (i)=j,\\0,&{\text{dla }}\pi (i)\neq j\end{cases}}.}
Alternatywnie jako macierz
{\displaystyle B_{i,j}^{\pi }={\begin{cases}1,&{\text{dla }}\pi (j)=i,\\0,&{\text{dla }}\pi (j)\neq i\end{cases}}.}
Oba przyporządkowania różnią się o transpozycję wynikowej macierzy, tzn. dla dowolnej {\displaystyle \pi \in S_{n}} mamy, że {\displaystyle A^{\pi }=(B^{\pi })^{T}.}
Reprezentacja w postaci {\displaystyle S_{n}\ni \pi \to B^{\pi }\in GL(n)} jest izomorfizmem grupy {\displaystyle S_{n}} z operacją składania funkcji na odpowiednią podgrupę grupy macierzy {\displaystyle n\times n} z operacją mnożenia macierzy, tzn.:
{\displaystyle B^{\sigma \circ \pi }=B^{\sigma }\cdot B^{\pi }}
dla dowolnych {\displaystyle \pi ,\sigma \in S_{n}}
Reprezentacja w postaci macierzy {\displaystyle A^{\pi }} jest bijektywnym antyhomomorfizmem:
{\displaystyle A^{\sigma \circ \pi }=A^{\pi }\cdot A^{\sigma }}
Na przykład dla permutacji {\displaystyle \pi ={\begin{pmatrix}1&2&3&4&5\\1&4&2&5&3\end{pmatrix}}} mamy, postacie macierzowe {\displaystyle A^{\pi }={\begin{pmatrix}1&0&0&0&0\\0&0&0&1&0\\0&1&0&0&0\\0&0&0&0&1\\0&0&1&0&0\end{pmatrix}}}
oraz
{\displaystyle B^{\pi }={\begin{pmatrix}1&0&0&0&0\\0&0&1&0&0\\0&0&0&0&1\\0&1&0&0&0\\0&0&0&1&0\end{pmatrix}}.}

## Grupa permutacji
Zbiór {\displaystyle S(X)} wszystkich permutacji zbioru {\displaystyle X} wraz z działaniem składania funkcji stanowi grupę nazywaną grupą permutacji. Jeśli {\displaystyle X} jest zbiorem {\displaystyle n}-elementowym, to grupa {\displaystyle S(X)} jest izomorficzna z {\displaystyle S_{n}{:}} niech {\displaystyle f\colon \{1,\dots ,n\}\to X} będzie bijekcją. Wówczas odwzorowanie
{\displaystyle S(X)\to S_{n};\;\pi \mapsto f^{-1}\circ \pi \circ f}
jest izomorfizmem grup. Podobnie można pokazać, że jeśli zbiory {\displaystyle X,Y} są równoliczne, to grupy {\displaystyle S(X),S(Y)} są izomorficzne, a więc nierozróżnialne na gruncie teorii grup.
Rząd grupy {\displaystyle S_{n},} czyli moc zbioru wszystkich permutacji zbioru {\displaystyle n}-elementowego, to możliwa liczba uporządkowań tego zbioru równa {\displaystyle n!,} gdzie wykrzyknik oznacza silnię. W kombinatoryce na oznaczenie liczności tego zbioru stosuje się również symbol {\displaystyle P_{n}.}

### Składanie permutacji
Złożeniem permutacji {\displaystyle \pi _{1},\pi _{2}\in S(X)} jest permutacja {\displaystyle \pi _{2}\circ \pi _{1}\in S(X)} zadana wzorem
{\displaystyle (\pi _{2}\circ \pi _{1})(x)=\pi _{2}{\big (}\pi _{1}(x){\big )}} dla {\displaystyle x\in X.}
Przykład{\displaystyle {\begin{pmatrix}1&2&3\\3&2&1\end{pmatrix}}\circ {\begin{pmatrix}1&2&3\\2&3&1\end{pmatrix}}={\begin{pmatrix}1&2&3\\2&1&3\end{pmatrix}}.}

### Permutacja odwrotna
Permutacja {\displaystyle \pi ^{-1},} odwrotna do permutacji {\displaystyle \pi \in S_{n}} odwzorowującej wiersz górny na dolny to permutacja odwzorowująca dolny wiersz na górny: aby uzyskać jej zapis, należy zamienić porządek wierszy i (dla wygody) uporządkować rosnąco kolumny.
W zapisie macierzowym, macierz permutacji {\displaystyle \pi ^{-1},} odwrotnej do permutacji {\displaystyle \pi \in S_{n},} to transpozycja macierzy permutacji {\displaystyle \pi .}
PrzykładJeśli {\displaystyle \pi ={\begin{pmatrix}1&2&3\\2&1&3\end{pmatrix}}\in S_{3},} to
{\displaystyle \pi ^{-1}={\begin{pmatrix}1&2&3\\2&1&3\end{pmatrix}}^{-1}={\begin{pmatrix}2&1&3\\1&2&3\end{pmatrix}}={\begin{pmatrix}1&2&3\\2&1&3\end{pmatrix}}.}
W zapisie macierzowym, ta sama permutacja {\displaystyle \pi ={\begin{pmatrix}1&2&3\\2&1&3\end{pmatrix}}\in S_{3}} ma macierz: {\displaystyle A={\begin{pmatrix}0&1&0\\1&0&0\\0&0&1\end{pmatrix}},}
a permutacja {\displaystyle \pi ^{-1},} odwrotna do {\displaystyle \pi ,} ma macierz {\displaystyle A^{T}={\begin{pmatrix}0&1&0\\1&0&0\\0&0&1\end{pmatrix}}^{T}={\begin{pmatrix}0&1&0\\1&0&0\\0&0&1\end{pmatrix}}=A.}

## Znak permutacji
Znak permutacji definiuje się jako znak wyznacznika macierzy tej permutacji.
Można na to spojrzeć też w inny sposób: każdą permutację można otrzymać za pomocą złożenia różnych liczb przestawień (transpozycji) par elementów. Takie przedstawienie permutacji nie jest jednoznaczne i można zmienić liczbę użytych transpozycji, niemniej jednak liczba transpozycji w takiej reprezentacji jest zawsze albo parzysta, albo nieparzysta. Inaczej mówiąc, parzystość liczby transpozycji jest niezmiennikiem tej operacji. Wynika to z faktu, że każda transpozycja zmienia całkowitą liczbę inwersji o liczbę nieparzystą. Permutację, która ma parzystą liczbę inwersji nazywamy parzystą (lub dodatnią), zaś jeśli ma ona nieparzystą liczbę inwersji, to nazywamy ją permutacją nieparzystą (lub ujemną).

## Cykle
Cyklem nazywamy każdą permutację postaci:
{\displaystyle {\begin{pmatrix}a_{1}&a_{2}&\dots &a_{k-1}&a_{k}&a_{k+1}&a_{k+2}&\dots &a_{n}\\a_{2}&a_{3}&\dots &a_{k}&a_{1}&a_{k+1}&a_{k+2}&\dots &a_{n}\end{pmatrix}}.}
Zazwyczaj, gdy operujemy na cyklach opuszczamy część: {\displaystyle {\begin{pmatrix}a_{k+1}&a_{k+2}&\dots &a_{n}\\a_{k+1}&a_{k+2}&\dots &a_{n}\end{pmatrix}},} gdyż nie wnosi ona nic nowego.
Zapis cyklu możemy jeszcze uprościć. Wystarczy zauważyć, że dolny wiersz naszego symbolu oznaczającego cykl można jednoznacznie odtworzyć z górnego. Zatem nasz ostateczny uproszczony symbol przybiera postać:
{\displaystyle {\begin{pmatrix}a_{1}&a_{2}&\dots &a_{k-1}&a_{k}\\a_{2}&a_{3}&\dots &a_{k}&a_{1}\end{pmatrix}}=(a_{1},a_{2},\dots ,a_{k}).}
Można udowodnić (choć jest to dość intuicyjne), że każdą permutację można przedstawić jako złożenie {\displaystyle k} rozłącznych (niezależnych), a więc i różnych, cykli. Ponieważ cykle są różne i wszystkie należą do zbioru {\displaystyle S_{n}} o liczbie elementów {\displaystyle |S_{n}|=n!,} więc {\displaystyle k<n!.}
Składanie permutacji, podobnie jak większości funkcji, nie jest przemienne. Nie dotyczy to sytuacji, gdy składamy permutacje rozłączne (niezależne). Ponieważ permutacjami rozłącznymi są rozłączne cykle to zachodzi następujące twierdzenie:
{\displaystyle \forall _{m\in \mathbb {N_{+}} }\pi ^{m}=p_{1}^{m}\circ p_{2}^{m}\circ \dots \circ p_{k}^{m},} gdzie {\displaystyle \pi =p_{1}\circ p_{2}\circ \dots \circ p_{k}} jest rozkładem permutacji {\displaystyle \pi } na {\displaystyle k} rozłącznych cykli.
Przykłady
Cyklem jest permutacja:
{\displaystyle {\begin{pmatrix}1&3&5&8&2&4&6&7\\3&5&8&1&2&4&6&7\end{pmatrix}}} którą można zapisać jako {\displaystyle {\begin{pmatrix}1&3&5&8\\3&5&8&1\end{pmatrix}}}
Rozkład na cykle
{\displaystyle {\begin{matrix}{\begin{pmatrix}1&2&3&4&5&6&7&8\\3&4&8&6&7&2&1&5\end{pmatrix}}&=&{\begin{pmatrix}1&3&8&5&7&2&4&6\\3&8&5&7&1&4&6&2\end{pmatrix}}\\\ &=&{\begin{pmatrix}1&3&8&5&7&2&4&6\\3&8&5&7&1&2&4&6\end{pmatrix}}\circ {\begin{pmatrix}1&3&8&5&7&2&4&6\\1&3&8&5&7&4&6&2\end{pmatrix}}\\\ &=&{\begin{pmatrix}1&3&8&5&7\\3&8&5&7&1\end{pmatrix}}\circ {\begin{pmatrix}2&4&6\\4&6&2\end{pmatrix}}\\\ &=&(1,3,8,5,7)\circ (2,4,6)\end{matrix}}}

## Kombinatoryka

Permutacje zbioru 3 elementowego

### Permutacja bez powtórzeń
Permutacja jest szczególnym przypadkiem wariacji bez powtórzeń.
Definicja:
Permutacją bez powtórzeń zbioru złożonego z n różnych elementów nazywamy każdy n wyrazowy ciąg utworzony ze wszystkich wyrazów zbioru. Wszystkich możliwych permutacji zbioru n-elementowego jest:
{\displaystyle P_{n}=n!}
Przykład: Elementy zbioru {\displaystyle A=\{a,b,c\}} można ustawić w ciąg na {\displaystyle P_{3}=3!=6} sposobów: {\displaystyle abc,acb,bac,bca,cab,cba.}
Wyjaśnienie: W każdej z permutacji mamy do zapełnienia trzy wolne miejsca. W pierwszym z nich możemy umieścić dowolną z liter na trzy sposoby {\displaystyle (P_{n}=3\cdot \ldots ),} na drugim dowolną spośród pozostałych jeszcze dwóch liter na dwa sposoby {\displaystyle (P_{n}=3\cdot 2\cdot \ldots )} itd. Na ostatnim miejscu musi znaleźć się ostatnia dostępna litera (element zbioru), a zatem możemy to zrobić tylko na jeden sposób. Ostatecznie otrzymujemy: {\displaystyle P_{n}=3\cdot 2\cdot 1=3!}

### Permutacja z powtórzeniami
Niech {\displaystyle A} oznacza zbiór złożony z {\displaystyle k} różnych elementów {\displaystyle A=\{a_{1},a_{2},\dots ,a_{k}\}.} Permutacją {\displaystyle n} elementową z powtórzeniami, w której elementy {\displaystyle a_{1},a_{2},\dots ,a_{k}} powtarzają się odpowiednio {\displaystyle n_{1},n_{2},\dots ,n_{k}} razy, {\displaystyle n_{1}+n_{2}+\dots +n_{k}=n,} jest każdy {\displaystyle n}-wyrazowy ciąg, w którym elementy {\displaystyle a_{1},a_{2},\dots ,a_{k}} powtarzają się podaną liczbę razy.
Liczba takich permutacji z powtórzeniami wynosi {\displaystyle {\frac {n!}{n_{1}!\cdot n_{2}!\cdot \ldots \cdot n_{k}!}}.}
Przykład:
Przestawiając litery {\displaystyle b,a,b,k,a} można otrzymać {\displaystyle {\tfrac {5!}{2!\cdot 2!\cdot 1!}}=30} różnych napisów.
Wyjaśnienie:
„Zwykłe” przestawianie liter w słowie babka spowoduje kilkukrotne powstanie identycznych wyrazów, np. zamieniając miejscami pierwszą i trzecią literę znów otrzymamy słowo babka. Należy to uwzględnić przy zliczaniu, dlatego rezultat trzeba podzielić każdorazowo przez liczbę „zbędnych” permutacji, które nie prowadzą do powstania nowych słów (ciągów uporządkowanych).
Spostrzeżenie:
Można wobec tego zapisać wzór na permutację bez powtórzeń następująco: {\displaystyle P_{n}=n!={\tfrac {n!}{1!\cdot 1!\cdot \ldots \cdot 1!}}} (każdy z elementów występuje dokładnie raz).

## Urządzenia do wyliczania permutacji matematycznych
Urządzeniem do wyliczania cyklicznych permutacji był wynaleziony w połowie lat trzydziestych przez polskiego matematyka i kryptologa Mariana Rejewskiego cyklometr. Służył on polskiemu wywiadowi do łamania kodów niemieckiej maszyny szyfrującej Enigma.